# Mancelona
Mancelona is een plaats (village) in de Amerikaanse staat Michigan, en valt bestuurlijk gezien onder Antrim County.

## Demografie
Bij de volkstelling in 2000 werd het aantal inwoners vastgesteld op 1408.
In 2006 is het aantal inwoners door het United States Census Bureau geschat op 1384, een daling van 24 (-1,7%).

## Geografie
Volgens het United States Census Bureau beslaat de plaats een oppervlakte van
2,6 km², geheel bestaande uit land. Mancelona ligt op ongeveer 247 m boven zeeniveau.

## Plaatsen in de nabije omgeving
De onderstaande figuur toont nabijgelegen plaatsen in een straal van 32 km rond Mancelona.